# José Ortega y Gasset
José Ortega y Gasset (n. 9 mai 1883 – d. 18 octombrie 1955) a fost un filosof spaniol.

## Biografie
S-a născut la 9 mai 1883 la Madrid, într-o familie cu tradiții liberale (tatăl său era directorul unui cotidian democrat, El Imparcial). Urmează colegiul iezuit de la Miraflores del Palo (Malaga), apoi dreptul și filosofia la Universitatea din Deusto (Bilbao), organizată tot de iezuiți, încheindu-și studiile în 1902, la Universitatea Centrală din Madrid.
Prietenie strânsă, dar accidentată, cu Miguel de Unamuno (din 1903). Doctorat în filosofie: "Spaimele anului 1000", în 1904. 
Între 1905 și 1908, stagii de studiu la câteva universități din Germania: Leipzig (unde predă și Georg Simmel), Berlin și, în fine, Marburg am Lahn (va reveni aici și în 1911), unde profesau Hermann Cohen și Paul Natorp; coleg și prieten cu Nicolai Hartmann, Paul Scheffer și Heinz Helmsoeth. 
Profesor la Escuela Superior del Magisterio între (1908-1910), colaborează la El Faro și El Imparcial.
Se căsătorește cu Rosa Spottorno, cu care va avea trei copii. Din 1910, devine profesor titular de metafizică la Universitatea din Madrid, unde va preda timp de douăzeci și cinci de ani. 
Fondează Liga de Educacion Politica Espanola (alături de Manuel Garcia Morente, Antonio Machado, Ramiro de Maeztu, Ramon Perez de Ayala, Manuel Azana etc.) în 1914. În același an, devine membru al Real Academia de Ciencias morales y politicas. 
Întemeiază în 1915 revista Espana (cu Azorin, Eugenio d'Ors etc.). 
Întemeiază El Sol; prima călătorie în Argentina în (1917). 
În 1923 fondează Revista de Occidente (va apărea până în iulie 1936, reapare din 1961), și Biblioteca de Ideas del siglo XX. 
A doua călătorie în Argentina (1928). 
În 1929: demisionează temporar de la catedră, ca protest față de Primo de Rivera, și predă la Universidad Libre. În 1930 se alătură, cu Unamuno, Maranon, Perez de Ayala etc., mișcării republicane; un an mai târziu este deputat de Leon în Cortes-ul republican. 
Din 1932 se retrage treptat din politică.
La izbucnirea Războiului civil în (august 1936) se refugiază succesiv în Franța, Argentina și Portugalia. Revine definitiv la Madrid în (1946), evitând orice colaborare cu Franco. 
În 1948 întemeiază, cu discipolul său Julian Marias, Instituto de Humanidades. Participă în (iulie 1949) la centenarul Goethe de la Aspen (Colorado).
În același an (august-septembrie), conferințe la Berlin, Hamburg și Stuttgart, apoi la Edinburgh, Darmstadt, Baden Baden și Munchen (1951-1954).
Este sărbătorit solemn în 1953. Moare la Madrid la 18 octombrie 1955.

## Date suplimentare
Opera sa a influențat mai mulți scriitori și eseiști români, dintre care cei mai importanți sunt Emil Cioran, Mircea Eliade, Mihail Sebastian sau Octavian Paler.

## Cărți publicate (selecție)
- Revolta maselor
- Tema modernă
- Spania nevertebrată
- Către o filosofie a istoriei
- Misiunea universității
- Dezumanizarea artei și note asupra romanului
- Eseu despre dragoste
- Europa si ideea de natiune
- Omul și poporul
- Omul și criza
- Ce e filosofia?
- Meditații asupra lui Don Quijote
- Originea filosofiei
- Câteva lecții de metafizică
- Velazquez, Goya și dezumanizarea artei
- Meditații asupra vânătorii
- O interpretare a istoriei universale
- Fenomenologia și arta